# 進行性核上性麻痺
進行性核上性麻痺（しんこうせいかくじょうせいまひ、英: progressive supranuclear palsy: PSP）は1964年にジョン・スティール（John Steele）とジョン・リチャードソン（John Richardson）とイエジ・オルシェフスキ（Jerzy Olszewski）の3人によって報告された疾患である。原著では7人の剖検例を含む9例のPSP患者の報告がされている。その臨床的特徴としては垂直性注視麻痺、偽性球麻痺、項部ジストニア、認知症、姿勢保持反射障害があげられている。10万人あたり6人程度である。臨床診断基準を満たすものでもいくつかの亜型があることが知られている。典型的な臨床像はリチャードソン症候群とよばれる。

## 歴史
1963年にリチャードソンは姿勢保持障害と後方への転倒、垂直性核上性眼筋麻痺、軽度の認知症を主徴としさらに筋強剛、球麻痺を呈する症例を記載した。共同研究者のスティールとオルシェフスキにより病理所見が確認され進行性核上性麻痺と名付けられた。原著では9人の臨床像と7人の病理像が記載されており、臨床像は眼球運動障害、仮性球麻痺、項部ジストニー（項部後屈）、歩行障害、認知症と多彩な症状を示し、病理像は脳幹、大脳基底核、小脳の非常に多彩な神経変性を特徴とする。

## 疫学
リチャードソン症候群の欧米における有病率は人口10万人あたり6.0-6.4人と推定されている。リチャードソン症候群以外の臨床病型を含めるともっと多いと考えられる。平均60歳代で発症し、男性に多い。平均罹患期間は5年から9年とされている。
日本の疫学研究としては米子市のものが知られている。1999年は人口10万あたり5.82人であったが2010年では17.9人と増加している。
富山大学法医学講座の吉田、西田らは2007年から2014年の間に司法解剖した1,239例のうち中枢神経が評価可能であった998例を対象に神経病理学的な検討を行った。998例中28例(2.8%)が病理学的にPSPの診断基準を満たした。この検討では生前のADLに寝たきりの患者は含まれていなかった。病理学的にはタウ病理の分布が軽度、もしくは分布が不完全なものが多かった。生前の転倒が16例(55.2%)、自殺が11例(37.9%)であった。このことは生前のうつ状態や歩行障害からPSPと診断されない例が多数存在する可能性を示している。
Rainwater慈善財団の病理診断基準を用いた検討では罹患率が10万人あたり780人/年であり従来予想されていたよりも多いと考えられる。

## 遺伝
メイヨークリニックのブレインバンクを用いた検討では病理診断されたPSP症例375例のうち58例（15％）にPSPまたはパーキンソン病または認知症の家族歴があり、11例（3%）にPSPをもつ家族歴が認められた。この検討では家族歴は二等親以内の血縁者が発症している場合家族歴ありとしていた。家族歴のあるPSPと家族歴のないPSPで臨床症状に差は認められなかったがタウ病理は家族歴のあるPSPの方が軽度であった。その他、非常に稀であるが遺伝性PSPを生じる疾患群も知られておりMAPT遺伝子変異、PGRN遺伝子変異、Perry症候群（DCTN1）、Kufor-Rakeb症候群（ATP13A2）、ニーマン・ピック病C型、ゴーシェ病、ミトコンドリア障害、遺伝性プリオン病などがあげられる。MAPT遺伝子変異、PGRN遺伝子変異はFTDP-17の原因として知られている。

## 臨床徴候
運動症状
発症早期から出現する後方への転倒を伴う姿勢保持障害が特徴的で顔面や頭部に外傷を負いやすい。筋強剛は四肢より頸部や体幹に強く現れる（体軸性筋強剛）。無動のため動作緩慢に見えるが、突然立ち上がって後方に倒れることがある（ロケットサイン）。振戦を伴うことは少ない。進行すると頸部が後屈する。深刻感が乏しく多幸的である場合が多い。
眼球運動障害
垂直性（特に下方視）の核上性麻痺が特徴であるが終末期にいたっても30%ほどでは認められない。これは指標への追視ではなく注視の障害である。進行すると水平方向の注視や瞬目も障害され特徴的な顔貌になる。眼球頭反射（人形の目現象）による眼球運動は保たれる。
認知症（前頭葉性認知症または皮質下認知症）
通常は運動症状の出現以降にみられるが、認知症で発症する場合もある。1974年にAlbertらは認知症の特徴として、健忘（十分時間をかければ思い出す）、思考の緩慢、人格や気分の変化（アパシー、うつや易刺激性）、獲得した知識を操作する能力の障害（計算や抽象化能力の低下）を挙げ、その責任病変を皮質下の基底核に求め、皮質下性認知症と命名した。近年では前頭葉性の認知機能障害とも考えられている。見当識障害はあっても軽く、失念、思想の緩徐化、情動と性格の変化、知識の操作能力の低下など遂行機能障害が目立つ。認識の遅さと運動の遅さには相関関係はない。非言語性推論や言語の流暢性が高度に低下する。
前頭葉徴候
把握反射、模倣行動、使用行動、視覚性探索反応が出現する。拍手徴候はかつてはPSPに特異的とされたが大脳皮質基底核変性症や多系統萎縮症でも陽性となる。
精神症状
進行性核上性麻痺では精神症状や行動異常を伴うことも知られている。
自律神経障害
進行性核上性麻痺で排尿障害はしばした認められる 。起立性低血圧は進行性核上性麻痺では稀と考えられている。病理学的に進行性核上性麻痺と診断した14例で起立性低血圧を認めたものはいなかったという報告もある。病理学的に進行性核上性麻痺であったが起立性低血圧が認められたため多系統萎縮症と臨床診断された例もあるが稀である。進行性核上性麻痺の9％程度はパーキンソン病を合併する。起立性低血圧を認める場合はパーキンソン病合併の可能性も考慮する。

### 臨床病型

#### 多変量解析による病型分類
歴史的にはDavid R. Williamsらが行った多変量解析による検討によって分類が始まった。これは1988年～2002年にかけて病理学的にPSPと診断された103人のカルテ記載をもとしたレトロスペクティブスタディである。主成分分析およびクラスター分析を行い、病理学的にPSPと診断した患者の臨床症状はRichardson症候群とよばれる群とPSP-parkinsonism(PSP-P)と呼ばれる群に分けることができた。またこの検討の時点でそれ以外の群の存在が示唆された。
富山大学の吉田、西田らは法医解剖例をクラスター分析した結果から嗜銀顆粒性認知症の合併が多く、抑うつや自殺を伴うことが多い未発表の亜型が存在すると述べている。

#### 各病型
2013年現在はタウ病変の分布によって脳幹優位型（PSP-P、PSP-PAGF）と大脳皮質優位型（PSP-CBS、PSP-PNFA、PSP-FTD）に分類される。臨床亜型の特徴を以下のようにまとめる。
|                    | RS           | PSP-P      | PSP-PAGF | PSP-PNFA     | PSP-CBS      | PSP-C        |
| ------------------ | ------------ | ---------- | -------- | ------------ | ------------ | ------------ |
| 筋強剛             | 体軸性       | 四肢>体幹  | 体軸性   | ときどきあり | あり         | あり         |
| 無動               | 軽度         | 中等度     | 中等度   | 軽度         | あり         | あり         |
| 振戦               | なし         | あり／なし | なし     | なし         | なし         | なし         |
| 早期の転倒         | あり         | なし       | なし     | ときどきあり | ときどきあり | しばしばあり |
| 早期の姿勢保持障害 | あり         | なし       | あり     | 不明         | 不明         | ときどきあり |
| 早期の認知機能低下 | しばしばあり | なし       | なし     | ときどきあり | なし         | ときどきあり |
| 早期の眼球運動障害 | あり         | なし       | なし     | ときどきあり | なし         | ときどきあり |
| 早期の失調         | なし         | なし       | なし     | なし         | なし         | あり         |
| レボドパへの反応性 | なし         | あり       | なし     | なし         | なし         | なし         |

Richardson症候群
初期から転倒を伴う姿勢保持障害、垂直性核上性注視麻痺、体軸性固縮、認知症などが特徴とされる。半数以上が1年以内に転倒を繰り返す。また注視麻痺は病初期には認められないことが多く、下方視の障害は平均3年目に出現する。PSP全体の54%程度を占める。
PSP-parkinsonism(PSP-P、パーキンソニズムを伴う進行性核上性麻痺)
左右差をもって発症し、姿勢時振戦や静止時振戦をみられ、しばしばパーキンソン病と診断される。L-DOPAが2～3年効果がある。初期の転倒や眼球運動障害や認知機能障害は認められない。PSP全体の32%を占める。タウ病変の分布はRichardson症候群と同様であるが程度が軽いとされている。罹患年数は平均9.1年と長く、死亡時年齢も平均75.5年と長い。
PSP-pure akinesia with gait freezing(PSP-PAGF、すくみ足を示す純粋無動症)
発症が緩徐で早期に歩行または発語のすくみ現象がある。すくみ足とは足がすくんだように一歩目がなかなか出ない状態を示す。足が前に出ず上体だけ前に傾いて転倒してしまうことがある。すくみ足が出やすい場面は歩きはじめの最初の一歩、方向転換のとき、椅子に近づいて座ろうとするときである。すくみ足はパーキンソン病でもみられるが病初期からすくみ足が認められることは少ない。しかしPSP-PAGFでは病初期からすくみ足が認められる。筋強剛や振戦がみとめられないことから純粋無動症（pure akinesia）とよばれる。無動症と呼ばれるが必ずしも運動に乏しくじっとしているわけではなく、患者はすくみ足があり姿勢が不安定にもかかわらず不用意に動いて転倒してしまうということもみられる。
L-DOPAに対する反応性がほとんどない。進行すると垂直性眼球運動障害、頸部の筋強剛と後屈位がみられるようになり、リチャードソン症候群の臨床症状を示すようになる。すくみ現象が他の神経症候より長時間先行し罹患期間は平均13年と長い。
1974年に順天堂大学の今井壽正らはL-dopa不応性純粋無動症（pure akinesia without response to levodopa）という新たな臨床症候群を報告した。この症候群は矛盾性運動（paradoxical kinesia）を伴う歩行時・書字時。発語時のすくみ現象を特徴とし今日のすくみ足を伴う純粋無動症（pure akinesia with gait freezing、PAGF）に相当する。現象的にはPetrenが報告した「trepidant abasia」が類似している。今井の報告以後ではPetren歩行、孤発性歩行開始障害（isolated gait ignition failure）、原発性進行性すくみ足（primary progressive freezing gait）などの異なる名称で同様の報告が多数発表された。このような症候群の病理解剖例では進行性核上性麻痺に一致する所見をしめしていた。David R. WilliamsらはPAGFの診断基準を発症が緩徐な歩行または単語のすくみ現象があること、四肢固縮および振戦を伴わないこと、L-dopaへの反応が持続しないこと、発症5年以内に認知症もしくは眼筋麻痺がみられないこととした。神経変性疾患と病理診断された749例中7例がPAGFの基準を満たした。そのうち6例の病理診断がPSPであった。PSP病理所見は橋底部や小脳歯状核で異常タウの蓄積が軽度でありPSPとしては非典型的であった。6例中5例は因子分析ではPSP-Pに分類された。二次性純粋無動症では尾状核、淡蒼球、視床などが責任病巣と考えられている。
PSP-corticobasal syndrome(PSP-CBS、大脳皮質基底核症候群を呈する進行性核上性麻痺)
大脳皮質基底核症候群（CBS）は大脳皮質基底核変性症（CBD）の代表的な臨床像で、左右差のある上下肢の運動障害を示す。一側の手の巧緻運動障害がみられ手が進行性に使いにくくなる。構成失行や観念失行もみられる。筋強剛も伴い、ときに自分の意志と関係なく、物を掴もうとする他人の手徴候とよばれる特徴的な動きがみられることもある。歩行も小刻みで歩行障害が徐々に診断する。臨床症状で進行性核上性麻痺と診断するのは困難である。PSPの3%を占める。
PSP-progressive nonfluent aphasia(PSP-PNFA、進行性非流暢性失語症を伴う進行性核上性麻痺)
失語症で発症するタイプであり、進行性非流暢性失語という運動性失語症を呈する。発語がスムーズに出てこなくて、構音のゆがみや文法の誤りもみられる。簡単な文章の理解は保たれており、しばしば発語失行を伴う。しばらくこのような失語症の症状が前景にたち、運動症状は乏しいが、進行すると眼球運動障害や姿勢の不安定さ、筋強剛などパーキンソン症候群を伴うことがある。下前頭回を含む前頭葉のタウ病変が高度である。
PSP-frontotemporal dementia(PSP-FTD、前頭側頭型認知症を示す進行性核上性麻痺)
無気力や無関心といったアパシーの症状を呈したり、攻撃的になったり性格・行動変化で発症する。数年後には眼球運動障害、動作緩慢、姿勢保持の不安定などリチャードソン症候群の症状もみられるようになる。PSPの4%ほどをしめる。
PSP-cerebellar ataxia(PSP-C、小脳失調を示す進行性核上性麻痺)
新潟大学の金澤雅人と下畑享良らは病理学的にPSPと診断された22例の臨床像を分析した。22例中10例がRichardson症候群であり8例がPSP-Pであり4例がどちらにも分類されなかった。この4例中3例は病初期から小脳性運動失調を主症状としていた。1例は発話失行、着衣失行を示しCBSを疑う臨床症状であった。小脳性運動失調を示した3例は、失調症状を示さないPSP症例と比較して小脳歯状核の高度のグリオーシスを伴う神経脱落とコイル小体が特徴的で，かつプルキンエ細胞内にはタウ陽性構造物を認めた。
日本から報告された10名のケースシリーズによるとその臨床的な特徴は、男性に多く（男女比8対2）、罹患年数は3年から11年と様々であった。初発症状は体幹失調がほとんどであるが四肢失調での発症例もあった。転倒や核上性垂直方向性眼球運動障害が発症２年以内に出現した。口蓋、眼球、咽頭におけるミオクローヌスを合併することがあり、多系統萎縮症のGilman分類を満たす自律神経症状を合併するものはいなかった。画像所見の特徴は病初期に小脳や前頭葉の萎縮が目立たないこと、進行すると小脳全体が小型化し、橋小脳槽が拡大すること、進行すると第4脳室拡大や上小脳脚萎縮、humming bird signを認めること、Hot cross bun signを含め，脳幹，小脳に異常信号を認めないことがあげられた。このPSP-CはMSA-Cがもっとも重要な鑑別疾患である。MSA-Cとの鑑別点としてはどちらも小脳性運動失調で発症するがPSP-CはMSA-Cと比べ高齢発症であること（68.8±4.4 vs 58.3±7.4、P=0.009）、発症2年以内で易転倒性を認め、核上性眼球運動障害を伴うことが多く、自律神経障害を合併しない点があげられる。以上のことから新潟大学の下畑享良らはPSP-Cの臨床診断基準案を提唱した。それは必須項目にはAからEの5つあり、
A)緩徐進行性
B)40歳以上の発症
C)垂直性核上性注視麻痺
D)発症2年以内の体幹かつ四肢の失調
E)発症2年以内の転倒を伴う姿勢保持障害
である。除外項目ではMSAのGilman分類を満たす著名な自律神経症状と頭部MRIでのHot cross bun signがある。Probable PSP-CはA、B、C、D、Eを満たし、Possible PSP-CはA、B、D、Eを満たす。小脳皮質の萎縮がない脊髄小脳変性症で鑑別が必要である。米国の進行性核上性麻痺の0.46%がPSP-Cであり米国では稀と考えられる。またこの検討では運動失調を示すPSPと運動失調を示さないPSPを比較して病理学的な違いを明らかにできなかった。

### 臨床診断
NINDS診断基準
Litvanらが作成したNINDS-PSPの診断基準が知られている。この基準では垂直性核上性眼筋麻痺と発症1年以内の姿勢保持障害と易転倒性が重視されている。これはパーキンソン病との鑑別に有用であるが、これらの所見を認めないPSPも存在するため感度が低い。NINDS-SPSPの診断基準におけるprobable PSPは病理診断に対して特異度が100%であるが、感度は50%である。つまり他疾患は混じらないがPSPの半分しか該当しない。陽性的中率が100%と高いため臨床試験や研究目的に使われる。一方possible PSPは感度83%、特異度93%、陽性的中率83%とされる。いずれも病初期に感度が低いこと、除外項目に早期の著明な小脳症状が含まれており、PSP-Cを除外してしまうなどの問題点がある。
MDS診断基準
2017年にMovement Disorder Societyが新しい診断基準を示している。MDS診断基準はリチャードソン症候群以外の臨床亜系が診断可能な診断基準である。日本で報告が多いPSP-Cの診断基準が含まれていないことに注意が必要である。この診断基準の妥当性が評価されている。probableでは感度は低いが特異度は高くsuggestiveでは感度は高いが特異度が低いことが明らかになっている。このコホートではMDSのPSP診断基準ではProbable PSPの感度は47.0％、特異度85.7％、Possible PSPの感度は51.5％、特異度84.1％、Suggestive of PSPの感度は87.9％、特異度39.7％であった。NINDS診断基準に当てはめるとProbable PSPの感度は33.3％、特異度90.5％、Possible PSPの感度は45.5％、特異度90.5％であった。またsuggestiveであっても平均で3.6年後に66％でprobableへ進行するという報告がある。診断基準は複数の診断名がついてしまうため、割り付けられる診断名を少なくするためのMAXルールが公開されている。
その後の病理検討ではおよそ14％がPSP以外の疾患、すなわちPSP mimicsであった。PSP mimicsの内訳はレビー小体病、大脳皮質基底核変性症、多系統萎縮症であった。L-DOPA反応性や起立性低血圧はPSPよりもPSP mimicを示唆する。
進行性核上性麻痺症候群
大脳皮質基底核変性症など他の神経変性疾患でRichardson症候群の臨床症状を示すことがある。この場合の臨床診断をPSP-like syndrome（PSPS、進行性核上性麻痺症候群）といい病理診断のPSP（進行性核上性麻痺）と区別する。PSPSでは体幹ないし対称性の肢節の筋強剛か無動、体幹の不安定か転倒、尿失禁、行動の変化、核上性垂直方向性の注視麻痺か垂直性衝動性眼球運動の速度の減少の4項目のうちいずれか3つが認められるものである。

## 病理

### 肉眼所見
主要な病理変化は皮質下神経核にみられる。強い変性は視床下核、黒質、淡蒼球内節、上丘を含む中脳被蓋、小脳歯状核にあり、次いで、視床、淡蒼球外節、線条体、中脳網様体、赤核、青斑核、橋被蓋および橋核、下オリーブ核にも変性が認められる。黒質の褪色と萎縮が高度であるが、青斑核の褪色は軽度にとどまる。認知機能障害の責任病巣としては視床下核を中心とした皮質下神経核の変性に加え、大脳皮質や海馬傍回の変性が指摘されている。

### 顕微鏡的所見
神経細胞の変性・脱落とグリオーシスが認められる。鍍銀染色ないし抗リン酸化タウ抗体（AT8ないしAD2）により神経細胞およびグリア細胞内のタウ凝集体（4リピート優位の異常リン酸化タウ蛋白）が観察される。神経細胞内には神経原線維変化(NFT)、神経細胞突起にはneuropil threads、アストロサイトには突起にタウ蛋白が房状に沈着する房状アストロサイト(tuft-shaped astrocyte)がオリゴデンドロサイトにはコイル小体(coiled body)が認められる。特に房状アストロサイト(tuft-shaped astrocyte)が進行性核上性麻痺に特徴的な所見である。
神経細胞脱落(neuronal loss)
軽度の神経細胞脱落は周囲の組織反応を参考に評価される。具体的にはメラニンやアルツハイマー神経原性変化などの神経細胞内の物質の外部への流出、マクロファージ反応である神経貪食現象、脂肪顆粒細胞やアストロサイト反応であるグリオーシス形成などである。グリオーシスはホルツァー染色で確認することができる。
ニューロピル・スレッド(neuropil threads)
HE染色体標本で神経細胞、アストログリア、オリゴデンドログリアの間にある均一な場所をニューロピル（neuropil）という。神経線維網と訳される。電子顕微鏡では神経細胞の樹状突起、それと接触する無数のシナプス、アストロサイトの突起、ミクログリアの突起、さらに通過するだけの神経線維がニューロピルを形成する。
ニューロピル・スレッド（neuropil threads）はニューロピルの変化ではなく、神経細胞や樹状突起と関係した変化である。特にアルツハイマー病の灰白質で広く分布する糸屑状の構造である。その密度は認知症の程度や神経原線維変化の数に相関する。ニューロピル・スレッドは神経細胞の樹状突起に由来する。アルツハイマー病に特異的ではなく、大脳皮質基底核変性症、進行性核上性麻痺、ピック病などでも認められる。
コイル小体(glial coiled body)
HE染色では判別がつかないがGB(Gallyas-Braak)染色で白質のオリゴデンドログリア細胞の核周囲の細胞質にコイル状に取り巻いている構造物がみられることがある。これをコイル小体といい、リン酸化タウ蛋白の異常蓄積である。コイル小体は進行性核上性麻痺や大脳皮質基底核変性症などのタウオパチーで非特異的に認められる。核周囲の細胞質ではなくオリゴデンドログリア細胞の細胞突起にGB染色で縮れた糸屑様にみえることがある。こちらは嗜銀性スレッド（嗜銀性糸様物、argyrophilic thread）というリン酸化タウ蛋白の異常蓄積である。コイル小体、嗜銀性スレッド、房状アストロサイトをglial fibrillary tangles(GFT)と総称することがある。
房状アストロサイト(tufted-shaped astrocyte)
アストロサイトの突起のうち細胞体に近い突起にリン酸化タウが異常蓄積したものであり、進行性核上性麻痺に特異的な所見である。アストロサイトの遠位部の突起にリン酸化タウが蓄積した場合はアストロサイト斑であり大脳皮質基底核変性症の所見である。
アルツハイマー神経原線維変化(Alzheimer neurofibrillary tangle;NFT)
アルツハイマー神経原線維変化（NFT）は神経細胞内の胞体にできる嗜銀性の繊維状構造物である。筆の穂先、ループ状、渦巻きなどの形をとる。大脳皮質の錐体細胞では筆の穂先や火炎状(flame-shaped)のもの、皮質下核にみられるものは渦巻き型(globose-shaped)が多い。神経細胞内にリン酸化タウ蛋白の不溶性蓄積が起き、異常線維形成として蓄積されたものである。電子顕微鏡ではNFTは80nm程度の間隔でくびれをもつ管状構造、ねびれ細管(twisted tubules)、くびれがない直細管(straight tubules)がある。PSPでは直細管が多いとされているが必ずしもそうとは言えない。NFTは様々な原因による疾患で観察されるため慢性的な神経細胞障害に対する1つの反応様式と考えられている。
pretangle
NFT形成は明らかではない神経細胞のtau蓄積を示す所見である。免疫染色では細胞質内が一様に染まるのが特徴的である。PSPよりもCBDで目立つ所見である。
グルモース変性
小脳歯状核の神経細胞の周囲にHE染色で高酸性を呈する雲状の構造が集積し、神経細胞の脱落を起こす変性像をグルモース変性という。歯状核に特異的な変性像である。歯状核にグルモース変性を呈する場合、歯状核門、上小脳脚の変性を随伴することが多く、小脳遠心系の変性の存在を示している。進行性核上性麻痺、マチャド・ジョセフ病、歯状核赤核淡蒼球ルイ体萎縮症などで認められる。
下オリーブ核の仮性肥大
下オリーブ核の仮性肥大は進行性核上性麻痺でもみられることがある。

### 症状と病変の対応
進行性核上性麻痺の臨床症状と解剖学的病巣の対比を以下にまとめる。
| 病変                               | 臨床症状                                       |
| ---------------------------------- | ---------------------------------------------- |
| 前頭葉                             | 遂行機能障害、進行性非流暢性失語、保続、衝動性 |
| 頭頂葉                             | 他人の手徴候                                   |
| 黒質                               | 筋強剛、寡動、姿勢保持反射障害、ジストニア     |
| 黒質以外の中脳のドパミン作動性神経 | レボドパに対する反応性の欠如                   |
| 中脳水道周辺灰白質と縫線核         | 睡眠障害                                       |
| 小脳歯状核                         | 眼球運動障害                                   |
| 小脳プルキンエ細胞                 | 小脳失調                                       |
| 橋・延髄諸核                       | 構音障害、嚥下障害                             |
| 内側縦束吻側間質核                 | 注視麻痺                                       |
| 橋網様体のコリン作動性神経         | 姿勢反射障害、眼球運動障害                     |

### 病変の分布
臨床亜型では若干の違いが知られているが典型的なPSPの神経細胞脱落、ニューロピルスレッド、コイル小体、房状アストロサイトの分布が知られている。
| 病変部位     | 病変部位（英語）        | 神経細胞脱落   | ニューロピルスレッド | コイル小体     | 房状アストロサイト |
| ------------ | ----------------------- | -------------- | -------------------- | -------------- | ------------------ |
| 側頭皮質     | temporal cortex         | 軽度           | 軽度                 | 軽度           | 軽度               |
| 前頭頭頂皮質 | frontoparietal cortex   | 中等度         | 中等度               | 中等度         | 高度               |
| 運動皮質     | motor cortex            | 中等度         | 中等度               | 中等度         | 高度               |
| 線条体       | striatum                | 中等度         | 中等度               | 軽度から中等度 | 高度               |
| 淡蒼球       | pallidum                | 中等度         | 中等度               | 高度           | 軽度               |
| 基底核       | basal nucleus           | 高度           | 中等度               | 軽度           | 軽度               |
| 腹側視床     | thalamus ventral        | 中等度         | 高度                 | 高度           | 軽度から中等度     |
| 視床束       | thalamus fascicle       | N/A            | 高度                 | 高度           | なし               |
| 視床下核     | subthalamic nucleus     | 中等度から高度 | 高度                 | 中等度から高度 | 軽度から中等度     |
| 中脳蓋       | tectum                  | 中等度         | 高度                 | 中等度から高度 | 中等度から高度     |
| 赤核         | red nucleus             | 中等度         | 中等度から高度       | 中等度から高度 | 軽度から中等度     |
| 黒質         | substantia nigra        | 中等度から高度 | 中等度               | 軽度から中等度 | 軽度から中等度     |
| 青斑核       | locus coeruleus         | 高度           | 中等度               | 軽度           | なし               |
| 橋被蓋       | pontine tegmentum       | 中等度から高度 | 中等度から高度       | 中等度         | 軽度               |
| 橋核         | pontine nuclei          | 中等度から高度 | 中等度               | 軽度           | 軽度               |
| 延髄被蓋     | pontine tegmentum       | 中等度から高度 | 中等度から高度       | 中等度         | 軽度               |
| 下オリーブ核 | inferior olive          | 中等度         | 中等度から高度       | 軽度           | 軽度               |
| 歯状核       | dentate nucleus         | 中等度から高度 | 中等度               | 軽度           | 軽度               |
| 小脳白質     | cerebellar white matter | N/A            | 軽度から中等度       | 中等度         | なし               |

### 病理診断

#### NINDSの病理診断基準
原著では進行性核上性麻痺の病理所見は神経原性線維変化と神経細胞脱落とアストログリオーシスが淡蒼球、黒質、視床下核、脳幹部被蓋、歯状核に認められることを特徴としている。その後のNINDSによって診断基準が1994年に作成され1996年に改訂された。下記のようにまとめられている。
inclusion criteria
典型的PSP (typical PSP)
- 高度の神経原性線維性変化とニューロピルスレッドが淡蒼球または視床下核または黒質または橋に認められること。
- 軽度から高度の神経原性線維性変化とニューロピルスレッドが線条体、動眼神経核複合体、延髄、歯状核のうち少なくとも3箇所で認められること。
- 臨床経過が進行性核上性麻痺として一致すること。

- - 上記の神経原線維性変化とニューロピルスレッドが認められる領域でガリアスブラーク染色などで房状アストロサイト(tufted sdtrocytes)や免疫染色でタウ陽性のアストロサイトを確認すると診断がより確実になる。

合併症のあるPSP(combined PSP)
- 典型的PSPで認められる所見に加えて脳幹や大脳基底核にいくつかの梗塞が合併するもの。この場合の病理診断は典型的PSPとする。

exclusion criteria
- 大きな梗塞や多くの梗塞がある場合。
- 著しいレビー小体が認められる場合。分布がdiffuseまたはfocalであることは問わない。
- アルツハイマー病と診断しうる病理学的変化
- 多系統萎縮症を示す封入体(GCI)
- ピック小体
- びまん性の海綿状態(spongiosis)
- 抗プリオン染色による異常プリオン蛋白抗原の検出

1996年以降コンセンサスが得られた進行性核上性麻痺の病理診断基準は存在しない。2022年に発表されたRainwater慈善財団の病理診断基準がコンセンサスを得られることが期待される。MDS診断基準作成時はNINDSの病理診断基準とDickson DWとKovacs GGの論文を参考にしたと記載されている。Dickson DWとKovacs GGは神経原線維変化以外にグリア病変として房状アストロサイトやコイル小体の重要性を述べている。具体的にはDickson DWは進行性核上性麻痺の様々な病型とタウ病理の違いを考察した。Kovacs GGは様々な病型と神経細胞、アストロサイト、オリゴデンドロサイトのタウ病理の進展を検討した。淡蒼球、黒質、視床下核はいずれの亜系の進行性核上性麻痺であっても病変が認められる。同部位の病変は進行性核上性麻痺の特異度が高い病変と考えられる。PSP-RS、PSP-P、PSP-PAGFで病理検討すると淡蒼球、黒質、視床下核に必ず神経細胞の脱落とアストログリオーシスが認められた。この部位の障害が姿勢保持障害や歩行障害や無動に関わっていると考えられている。この症状は最終的にはどの進行性核上性麻痺の亜系でも出現する。またこの部位の障害が目立つPSP-PNLAという亜型も報告されている。
脳幹の病変は眼球運動障害に関与し淡蒼球以外の大脳基底核病変はPSP-PやPSP-Cに影響している可能性がある。前頭葉の病変は認知機能障害に関与する可能性がある。

#### Rainwater慈善財団の病理診断基準
2022年にRainwater慈善財団の新しい病理診断基準が作成された。
- 神経原線維変化またはプレタングルが、淡蒼球、視床下核、黒質のうち2つ以上の領域に少なくとも軽度に認められる
- ローランド回周囲皮質または被殻のいずれかに、少なくとも軽度以上（関心領域内に2つ以上の病変）の頻度で認められる房状アストロサイト

この診断基準は房状アストロサイトを重視した診断基準であり、進行性核上性麻痺と他のタウオパチーの鑑別において感度97％。特異度91％と報告された。この病理診断基準がコンセンサスを得られるか注目されている。この診断基準を用いた検討ではPSPの頻度は予想されていたよりも多い。

### 臨床亜型の病理所見
PSP-Pの病理学的な変化はRSと比較して程度が軽く、病変部位がより限局し、黒質と視床下核に目立つ。この差異がRSと異なり振戦やレボドパ反応性を呈する原因と考えられている。PSP-PAGFでは淡蒼球、黒質、視床下核に限局した変性所見が認められる。PSP-PNFAでは側頭葉や上前頭回の所見が強く脳幹や皮質下神経核の変性は軽度である。PSP-CBSでは前頭頭頂葉皮質とその入出力に関わる部位に病変が認められる。PSP-Cでは小脳皮質のプルキンエ細胞の細胞質にタウ蛋白陽性の顆粒状封入体を認める。

### 脊髄病理
少数例であるが進行性核上性麻痺の脊髄病理の報告がある。Iwasakiらの報告では10例中8例で前索と前側索の萎縮と髄鞘脱落が認められた。前角の白質にニューロピルスレッドがあり、灰白質に房状アストロサイトが認められた。KikuchiらやVitalianiらやNishimuraらも進行性核上性麻痺の脊髄病理の報告をしている。

## 病態

### タウオパチー
進行性核上性麻痺、皮質基底核変性症などがタウオパチーとして知られている。1975年タウは神経系に特異的に発現する微小管結合蛋白質として発見された。微小管はα、βチューブリンのヘテロ二量体からなる主要な細胞骨格のひとつと考えられている。タウは細胞内において微小管の重合促進および安定化、細胞骨格構造の形成、維持に重要な役割を果たし、その機能はリン酸化（大きな電荷によるコンホメーション変化）によって調節されている。タウ遺伝子はヒトでは17番染色体上17q21.2に存在し、16個のエクソンからなる。タウは単一遺伝子から転写されたpre-mRNAが選択的スプライシングされることで6つのアイソフォームが発現する。エクソン2,3,10の選択的スプライシングの結果アミノ酸352-441個の6つアイソフォーム、即ち352(0N3R)、381(1N3R)、383(0N3R)、410(2N3R)、412(1N4R)、441(2N4R)ができる。Rはタウのカルボキシル基末端側の微小管結合部のリピート数を示す。微小管結合部はエクソン9～12にコードされておりエクソン10を含む4Rタウとエクソン10を含まない3Rタウに分けられる。タウの微小管結合能は4Rの方が大きくN末端の配列は影響しない。NはタウのN末端部位に存在するプロジェクション領域と言われる部分のプロフィールであり微小管の間の間隔を決定している。エクソン2.3の有無によって決定されエクソン2,3ともに認められないと0Nであり、エクソン2がある場合は1N、エクソン2.3ともにあれば2Nと分類される。ヒト胎生期～新生児期は352(0N3R)のみ発現するが成人では6つのアイソフォームすべてが発現する。これは微小管ネットワークのダイナミクスを保つ上で3Rタウによる微小管形成が必要であり、安定な微小管ネットワークを保持するには4Rタウによる微小管形成が必要である可能性が示唆されている。神経細胞内線維状封入体を形成するタウのアイソフォームは各疾患によって異なり主に3R型、主に4R型、あるいは3R、4R両者が同じ比率で含まれるタイプに分類される。3R型にはピック病、4R型には進行性核上性麻痺、皮質基底核変性症など、両者にはアルツハイマー病などがある。

### 遺伝的要因
MAPT（タウ microtubule-assositated protein tau）遺伝子変異により表現型としてRichardson症候群を示した症例の報告がある。これらの変異はタウ蛋白の微小管への結合能低下や、自己凝集能の増加、4リピート型の増加をもたらす。しかしMAPT遺伝子の変異はFTDP-17に関連することが多い。孤発性のPSPではMAPT遺伝子の変異がないためMAPT遺伝子の変異をルーチンに検索することの有用性は乏しい。
MAPT遺伝子は疾患感受性遺伝子としての意味もある。MAPT遺伝子を含む1.8Mbの領域は連鎖不平衡にあり、H1とH2の2種類のハプロタイプに大別される。H1は1塩基多型（rs242557A/G）により規定され欧米人ではH1とPSPやCBD発症との相関が示されている。1塩基多型（rs242557A/G）によりMAPT遺伝子の転写の亢進とエクソン10スプライシングを介して4リピートの増加をもたらす。日本人はH1からのみなる集団である。
ゲノムワイド関連解析によりMAPT遺伝子以外の疾患感受性遺伝子が同定されている。

## 検査

### MRI

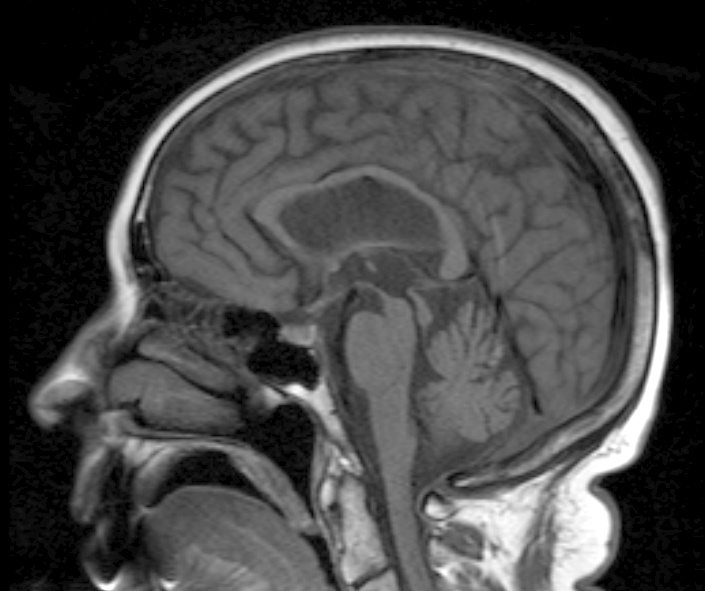
ハミングバードサインが認められる。

中脳被蓋の萎縮、前頭葉の萎縮、第三脳室の拡大、上小脳脚の萎縮などが知られている。正中矢状断像においては萎縮の少ない橋に比べて中脳被蓋の萎縮が強くこの対比からペンギンシルエットサインと呼ばれる。中脳被蓋上部の細長いくちばし状の構造からハチドリサインと称される。横断像では中脳被蓋部分の萎縮した構造から朝顔サインといわれる。中脳被蓋の萎縮を客観的に評価するには正中矢状断像での面積計測が有用である。典型的なPSPでは中脳被蓋面積<75mm2、中脳被蓋面積/橋被蓋面積<0.15を示すことが多い。中脳被蓋の萎縮はリチャードソン症候群の臨床症状に関連するが病理学的な進行性核上性麻痺とは関連しない。さらに小脳歯状核の変性による遠心路の二次性変化を反映して上小脳脚の萎縮も認められる
多系統萎縮症との鑑別に上小脳脚の評価が重要といわれている。小脳失調を来す疾患には上小脳脚が障害されるPSP、SCA3、歯状核赤核淡蒼球ルイ体萎縮症（DRPLA）と上小脳脚の障害が軽いMSAの初期、SCA2、SCA6、SCA31などが知られている。特にPSPにおいては歯状核の変性や赤核および視床の腹外側核が脱髄を示すため上小脳脚の病変が必発である。Tsuboiらは剖検例で対照と比較してPSP患者における上小脳脚の幅が有意に短縮を示していることを報告している。一方でMSAは一般的に上小脳脚の異常を示さないためにPSPの鑑別に上小脳脚病変の有無に着目することが有用と考えられている。

#### MRPI
MRPI(MR Parkinson index)は橋面積/中脳被蓋面積×中小脳脚幅/上小脳脚幅で示される数値である。臨床診断が進行性核上性麻痺ならばパーキンソン病や多系統萎縮症よりもMRPIが大きく、カットオフ値を13.55にすると感度100％、特異度100％であった。臨床診断が分類不能のパーキンソニズム（unclassifiable parkinsonisms）の場合、MRPIが13.55以上ならば進行性核上性麻痺の診断にいたる可能性が高いという報告がある。進行性核上性麻痺への進展を感度100%で特異度90.3%で予測する。MDS診断基準により進行性核上性麻痺の臨床亜型が診断可能になった。MRPIはPSP-PとPDの診断においては感度73.5％、特異度98.1％と感度が低い。そこでMRPIに第三脳室幅／前頭角幅比（3V/FH）を乗じるMRPI2.0という数値が考案された。MRPIはPSP-PとPDの診断においては感度100％、特異度94.3％であった。

### SPECT
前頭葉の血流低下が知られている。

## 臨床評価尺度
PSPの臨床上の尺度としてPSPRSという尺度が知られている。

## 治療
初期はL-DOPAが有効な場合がある。

## トピックス

### 特発性正常圧水頭症の合併
特発性正常圧水頭症の多くは神経変性疾患を合併しており真の特発性正常圧水頭症は極めて稀と考えられている。神経変性疾患を背景とした水頭症はneurodegenerative NPHと呼ばれることがある。neurodegenerative NPHの例としてはアルツハイマー病やパーキンソン病や進行性核上性麻痺と特発性正常圧水頭症の合併がしばしば報告されている。アルツハイマー病と特発性正常圧水頭症の合併例でシャント術の効果が限定的で症状の改善が一時的になることからその他の神経変性疾患の合併がある場合も同様と考えられている。
東京医科歯科大学の横田らは進行性核上性麻痺では他の神経変性疾患と比較して特発性正常圧水頭症に類似する頭部MRI所見が有意に高いことを報告した。さらにこのような頭部MRI所見を有する進行性核上性麻痺患者の一群をPSP-H（PSP-hydrocephalus）と呼んだ。特発性正常圧水頭症の特徴を有する進行性核上性麻痺の一群をhydrocephalic presentation of PSPとよぶこともあるがPSP-Hと同様の概念と考えられる。また横田らは特発性正常圧水頭症群と進行性核上性麻痺群でタップテストの反応性に差を認められないことを示した。

### 他の神経変性疾患との合併
神経病理学的には合併とはそれぞれの神経病理診断を満たすことをいう。パーキンソン病、アルツハイマー病、進行性核上性麻痺にはそれぞれ病理診断基準が知られている。進行性核上性麻痺と大脳皮質基底核変性症はアルツハイマー病やレビー小体病を合併することは稀であり同じ4リピートタウが蓄積する嗜銀顆粒性認知症の合併頻度は高いと言われている。富山大学の吉田、西田らの検討でも進行性核上性麻痺では嗜銀顆粒性認知症の合併が多い。病理学的にレビー小体を認める進行性核上性麻痺は少数だが報告されている。アリゾナでの病理検討ではパーキンソン病の38％にアルツハイマー病を合併しレビー小体型認知症の89％にアルツハイマー病の合併が認められた。またパーキンソン病の9％に進行性核上性麻痺の合併がありレビー小体型認知症の1％に進行性核上性麻痺の合併が認められた。進行性核上性麻痺では36％にアルツハイマー病の合併があり20％にパーキンソン病の合併が認められた。進行性核上性麻痺とパーキンソン病の合併例の病理報告もされている。アリゾナの病理検討では合併例の経過はパーキンソン病に類似することが多いが発症時は左右対称性で進行期に転倒を繰り返す特徴がある。また臨床診断が分類不能のパーキンソニズムになることも多い。

### 進行性核上性麻痺と自己免疫性疾患
抗IgLON5抗体関連疾患は進行性核上性麻痺や多系統萎縮症など神経変性疾患のような表現型を示すことがあるが免疫治療での軽快例もある。大脳皮質基底核変性症候群や筋萎縮性側索硬化症のような表現系の報告もある。